# Ella Magnussen
Ella Johanna Daniella Magnussen (* 5. September 1847 anderes Datum 1846 in Hamburg; † 31. März 1911 in Braunschweig) war eine deutsche Malerin.

## Leben

### Familie
Ella Magnussen entstammte dem alten Hamburger Kaufmannsgeschlecht Jacobi.
1865 heiratete sie den Maler Christian Carl Magnussen, den sie in der Damenakademie, die er in Hamburg leitete, kennenlernte. Aus der ersten Ehe ihres Ehemanns übernahm sie die Fürsorge für dessen sechs Kinder, deren Älteste zwölf Jahre alt war, zu diesen gehörten unter anderem:
- Ingeborg Magnussen, Malerin und Schriftstellerin;
- Harro Magnussen, Bildhauer;

Gemeinsam mit ihrem Ehemann hatte sie acht eigene Kinder, zu diesen gehörten unter anderem:
- Meta Anna Gertrud Adele Magnussen (* 11. September 1867), verheiratet mit Friedrich Andersen, evangelischer Theologe und Mitbegründer der Deutschen Christen[2];
- Walter Magnussen, Landschaftsmaler und Keramiker sowie Hochschullehrer in Bremen; seine Tochter Karin Magnussen wurde eine Biologin und Lehrerin, die die nationalsozialistische Rassenlehre propagierte.

1875 siedelte die Familie von Hamburg, Langereihe 33b nach Schleswig in die Straße Erdbeerenberg 28 über; das Haus entwickelte sich bald in ein geistiges Zentrum in Schleswig.
Nach dem Tod ihres Ehemannes 1896 siedelte sie 1903 in die Fasanenstr. 24 in Braunschweig über und verstarb im dortigen Marienstift.

### Werdegang
Ella Magnussen besuchte in Hamburg eine Damenakademie und erhielt dort Mal- und Zeichenunterricht.
Ella Magnussen war sehr musikalisch begabt und hatte auch Gesangsunterricht erhalten; nach der Hochzeit mit ihrem Ehemann bestand jedoch keine Möglichkeit, sich weiter künstlerisch ausbilden zu lassen, zumal sie auch selbst Mutter von acht Kindern wurde und das große Haus mit dem Atelier in Hamburg und später in Schleswig zu unterhalten hatte. So zeichnete sie dillettierend weiter.
Sie kam 1868 mit der Familie erstmals mit nach Föhr und fand dort die Zeit und Gelegenheit, in der Umgebung von Nieblum und auf Amrum zu aquarellieren, während ihr Ehemann in der Sakristei der  Sankt Johannis-Kirche in Nieblum ein Atelier einrichtete.
Sie war dann zunehmend auf sozial-karitativem und diakonischem Gebiet tätig und hat, bis zu ihrem Wegzug aus Schleswig 1903, acht karitative Verbände mit gegründet.
Ihr Ehemann unterhielt in Schleswig bis 1885 eine Holzschnitzschule, in der auch Frauen, unter anderem Anne Marie Carl-Nielsen und Doris Schnittger (1833–1915) Zeichen- und Malunterricht erteilt wurde. Sie war auch mit Elisabeth Ziese, Ehefrau des Pfarrers Johannes Heinrich Ziese befreundet.

## Werke (Auswahl)
- Schleswig-Holsteinisches Landmuseum Schloss Gottorf, Schleswig: Blick aus der Nieblumer Kirche auf Friedhof und Dorf (Aquarell).